# يورياز
اليورياز هو أنزيم قادر على تكسير اليوريا إلى أمونيا وغاز ثنائي أوكسيد الكربون وفق المعادلة:
(NH2)2CO + H2O → CO2 + 2NH3